# Esqui alpino nos Jogos Paralímpicos de Inverno de 2010 - Super-G feminino
As competições femininas do Super-G (slalom supergigante) do esqui alpino nos Jogos Paraolímpicos de Inverno de 2010 serão disputadas no Whistler Creekside em 19 de março.

## Medalhistas
| Medalha | Atletas sentadas      | Atletas em pé            | Deficientes visuais    |
| ------- | --------------------- | ------------------------ | ---------------------- |
| Ouro    | AUT Claudia Loesch    | CAN Lauren Woolstencroft | SVK Henrieta Farksaova |
| Prata   | USA Alana Nichols     | ITA Melania Corradini    | CAN Viviane Forest     |
| Bronze  | GER Anna Shaffelhuber | GER Andrea Rothfuß       | CZE Anna Kuliskova     |

## Agenda
| Dia         | Horário (UTC-8) | Categoria           |
| ----------- | --------------- | ------------------- |
| 19 de março | 11:01           | Deficientes visuais |
| 19 de março | 11:21           | Atletas em pé       |
| 19 de março | 11:41           | Atletas sentadas    |

## Resultados

### Atletas sentadas
| Pos.              | Nº | Atleta                | Tempo   | Diferença |
| ----------------- | -- | --------------------- | ------- | --------- |
| Medalha de ouro   | 7  | AUT Claudia Loesch    | 1:33.89 |           |
| Medalha de prata  | 1  | USA Alana Nichols     | 1:36.68 | +2.79     |
| Medalha de bronze | 2  | GER Anna Shaffelhuber | 1:38.25 | +4.36     |
| 4                 | 4  | USA Laurie Stephens   | 1:38.38 | +4.49     |
| 5                 | 6  | USA Stephani Victor   | 1:40.36 | +6.47     |
| 6                 | 3  | JPN Tatsuko Aoki      | 1:42.72 | +8.83     |
| 7                 | 5  | ITA Dalia Dameno      | 1:51.91 | +18.02    |
|                   | 8  | JPN Kuniko Obinata    | DNF     | -         |

### Atletas em pé
| Pos.              | Nº | Atleta                   | Tempo   | Diferença |
| ----------------- | -- | ------------------------ | ------- | --------- |
| Medalha de ouro   | 15 | CAN Lauren Woolstencroft | 1:26.46 |           |
| Medalha de prata  | 7  | ITA Melania Corradini    | 1:31.92 | +5.46     |
| Medalha de bronze | 1  | GER Andrea Rothfuß       | 1:32.47 | +6.01     |
| 4                 | 14 | FRA Solene Jambaque      | 1:32.82 | +6.36     |
| 5                 | 2  | SVK Iveta Chlebakova     | 1:35.11 | +8.65     |
| 6                 | 3  | SVK Petra Smarzova       | 1:36.09 | +9.63     |
| 7                 | 5  | CAN Karolina Wisniewska  | 1:36.22 | +9.76     |
| 8                 | 12 | FRA Marie Bochet         | 1:36.48 | +10.02    |
| 9                 | 11 | USA Allison Jones        | 1:38.84 | +12.38    |
| 10                | 6  | RUS Inga Medvedeva       | 1:38.97 | +12.51    |
| 11                | 9  | FIN Katja Saarinen       | 1:44.64 | +18.18    |
| 12                | 8  | FRA Nathalie Tyack       | 1:47.13 | +20.67    |
| 13                | 13 | AUT Marina Perterer      | 1:48.12 | +21.66    |
| 14                | 16 | CAN Melanie Schwartz     | 2:11.23 | +44.77    |
|                   | 4  | CAN Arly Fogarty         | DNS     | -         |
|                   | 10 | CAN Andrea Dziewior      | DNS     | -         |

### Deficientes visuais
| Pos.              | Nº | Atleta                  | Tempo   | Diferença |
| ----------------- | -- | ----------------------- | ------- | --------- |
| Medalha de ouro   | 5  | SVK Henrieta Farksaova  | 1:33.81 |           |
| Medalha de prata  | 4  | CAN Viviane Forest      | 1:37.54 | +3.73     |
| Medalha de bronze | 7  | CZE Anna Kuliskova      | 1:38.02 | +4.21     |
| 4                 | 6  | USA Danelle Umstead     | 1:40.62 | +6.81     |
| 5                 | 9  | BEL Natasha de Troyer   | 1:44.03 | +10.22    |
| 6                 | 2  | ESP Anna Cohi Fornell   | 1:46.12 | +12.31    |
| 7                 | 1  | AUS Melissa Perrine     | 1:46.35 | +12.54    |
| 8                 | 10 | USA Caitlin Sarubbi     | 1:50.33 | +16.52    |
|                   | 3  | AUT Sabine Gasteiger    | DNS     | -         |
|                   | 8  | RUS Alexandra Frantseva | DNS     | -         |

## Legenda
| Q   | Classificado (Qualified)       |
| DNS | Não largou (Did not start)     |
| DNF | Não terminou (Did not finish)  |
| DSQ | Desclassificado (Disqualified) |